# Florimond de Raemond
Florimond de Raemond, né en 1540  à Agen et mort le 17 novembre 1601 à Bordeaux, est un avocat, contre-réformateur et historien français. C'est aussi une personnalité politique d'Aquitaine, membre du parlement de Bordeaux. Il est l'auteur d'une histoire de la France en plusieurs volumes, rédigée selon un point de vue catholique.

## Aperçu  biographique
Il est issu d'une vieille famille de la noblesse de la région de Toulouse. Son père est Robert Ier de Raymond, 2e seigneur de Suquet (mort en 1605) et sa mère est née Marie de Saint-Gilis. Le couple a eu trois fils et une fille.
Durant sa vie d'étudiant il a pour maître Pierre de La Ramée et pour amis Blaise de Monluc et Michel de Montaigne. Lorsque ce dernier démissionne le 23 juillet 1570, c'est à Florimond de Raemond qu'il transmet sa charge au parlement de Bordeaux. De Raemond tient une place importante dans le milieu des intellectuels de Bordeaux.
Par ses écrits, il participe activement aux conflits religieux du milieu du XVIe siècle. Son œuvre principale est Histoire de la naissance, progrès, et décadence de l’hérésie de ce siècle, qui paraît à titre posthume en 1605 à Paris et a été traduit en plusieurs langues, dont le latin, l'allemand et le néerlandais.

## Œuvre
- Erreur populaire de la papesse Jane, Bordeaux, Simon Millanges, 1587 (lire en ligne).

- Erreur populaire de la papesse Jeanne, 1588, 300 p. (lire en ligne).

- Quintus Septimus Florens Tertullianus, (trad. du latin par Florimond de Raemond), Aux martyrs [« Ad martyras »], Lyon, Benoist Rigaud, 1595 (1re éd. c 200), 14 p. (lire en ligne).

- Quintus Septimus Florens Tertullianus (trad. du latin par Florimond du Raemond), De la couronne du soldat, Lyon, Benoist Rigaud, 1595, 99 p. (lire en ligne).

- L'anti-Christ, Lyon, Jean Pilhotte, 1597, 839 p. (lire en ligne).

- L'anti-Christ et l'anti-papesse, Paris, Abel l'Angelier, 1599, 2e éd. (1re éd. 1597), 519 p. (lire en ligne).

- L’anti-Papesse, ou erreur populaire de la papesse Jeanne, Jean de la Rivière, 1613

- L'Histoire de la naissance, progrez et decadence de l'heresie de ce siècle. Divisée en huit livres . Livre premier. Dedié à nôtre Saint Pere le Pape Paul cinquiéme, Paris, Vve Guillaume de la Nouë, 1610, 1066 p. (lire en ligne sur Gallica).

- (la) Error popularis, seu Fabula Joannae, quae pontificis Romani sedem occupasse falso credita est, Coloniae, Petrum Henningium, 1614, 349 p. (lire en ligne).

- Quintus Septimus Florens Tertullianus, (trad. du latin par Florimond de Raemond), Aux martyrs [« Ad martyras »], Lyon, Benoist Rigaud, 1595 (1re éd. c 200), 14 p. (lire en ligne).

- Histoire de la naissance, progrès et décadence de l’hérésie de ce siècle, Cailloüet, 1623

- (la) Synopsis omnium hujus temporis controversiarum, tam inter lutheranos, calvinistas, quam alios plurimos, sive Historia memorabilis de ortu, progressu ac ruinis haeresum XVI saeculi, Colonia, Joannis Schlebusch,, 1655, 871 p. (lire en ligne).

- Synopsis omnium hujus temporis controversiarum tam inter Lutheranos, Calvinistas quam alios plurimos, sumpt. J. A. Kinchii, 1655

### Sources
- Philippe Tamizey de Larroque, Essai sur la vie et les ouvrages de Florimond de Raymond, conseiller au Parlement de Bordeaux, Paris, A. Aubray, 1867, 148 p. (lire en ligne sur Gallica).

- Aurélie Plaut, « Les principales sources de Florimond de Raemond dans L’Erreur Populaire de la Papesse Jane (1587, 1594) », Journal de la Renaissance, vol. 4,‎ 2006, p. 199-222 (présentation en ligne).

- Robert Benedetto, The New Westminster Dictionary of Church History: The early, medieval, and Reformation eras, 2008, p. 249

- Alain Boureau, The Myth of Pope Joanm 2000, p. 249.

- Aurélie Plaut, De l’ethos « préalable » à l »ethos « discursif » : la construction de la figure du polémiste catholique dans les ouvrages de Florimond de Raemond (1540?-1601), Tours, 2009, Thèse soutenu à l'université de Tours, sous la direction de M.L. Demonet.

- Aurélie Plaut, « L’hôtel particulier et la collection d’antiques de Florimond de Raemond (1540 ?-1601) : un exemple du paraître bordelais à la fin du XVIe siècle », sur Apparence(s) - Histoire et culture du paraître, 2009

- Jean-François Fournier, « L’hôtel de Raymond, rue du Temple à Bordeaux : une représentation inédite », Revue archéologique de Bordeaux, no 105,‎ 2014, p. 237-240.